# Media Player Classic
Media Player Classic (MPC) – niewielki program przypominający swoim wyglądem Windows Media Player 6.4, ale technicznie zaktualizowany. Oprócz standardowych opcji odtwarzania multimediów (zarówno z plików, jak i płyt CD, DVD oraz z innych zewnętrznych urządzeń audio i wideo), program umożliwia m.in. przechwytywanie obrazu (wykorzystując do tego celu Microsoft DirectX 9 i sterowniki VFW) oraz modyfikację ustawień dźwięku. Dostępne są również alternatywne kodeki, które pozwalają na odtwarzanie plików QuickTime i RealMedia na dowolnym odtwarzaczu.
W marcu 2006 autor programu Gabest zakończył swoją pracę nad projektem. Powstały zatem dwie różne wersje dalszego MPC:
- Media Player Classic 6.4.9.1 (build clsid) – wersja, która głównie poprawia błędy oryginalnego MPC 6.4.9.0
- Media Player Classic – Home Cinema (build casimir) – wersja, która dodaje nowe funkcje do oryginalnego MPC

Wersja oryginalna (6.4.9.0) i poprawiona (6.4.9.1) zostały przetłumaczone na język polski, a wersja Media Player Classic – Home Cinema zawiera już załączone polskie tłumaczenie.
W 2017 wstrzymano dalsze pracę nad MPC - Home Cinema , kończąc przy tym żywot projektu na wersji 1.7.13